# Mycale cecilia
Mycale cecilia är en svampdjursart som beskrevs av de Laubenfels 1936. Mycale cecilia ingår i släktet Mycale och familjen Mycalidae. Inga underarter finns listade i Catalogue of Life.